# John Helt
John Helt (Virum, 29 de dezembro de 1959) é um ex-futebolista profissional dinamarquês, que atuava como defensor.

## Carreira
John Helt fez parte do elenco da Seleção Dinamarquesa de Futebol da Eurocopa de 1988 